# Индонезийская Википедия
Индонезийская Википедия (индон. Wikipedia bahasa Indonesia) — раздел Википедии на индонезийском языке. Индонезийская Википедия находится на пятом месте по скорости роста среди Википедий на азиатских языках после японской, китайской, корейской и турецкой Википедий, и на третьем месте по объёму из Википедий развивающихся стран..
Первая статья, «Elektron», была начата 30 мая 2003 года, а Заглавная страница (Halaman utama) появилась лишь полгода спустя, 29 ноября.
Индонезийская Википедия перешагнула рубеж в 10 000 статей 31 мая 2005 года, а на 23 апреля 2010 года в ней содержалось 122 158 статей.

## Статистика
По состоянию на 16 июля 2025 года индонезийский раздел Википедии содержит 735 706 статей. Зарегистрировано 1 561 143 участников, из них 5759 совершили какое-либо действие за последние 30 дней, 45 участников имеют статус администратора. Общее число правок составляет 27 528 676. 78,9 % всех правок осуществляются из Индонезии, 7,3 % из США, 6,3 % из Европы и 1,7 % из Саудовской Аравии, широкая география участников обусловлена иммиграцией индонезийцев в другие страны.

## Индонезийская Википедия на DVD

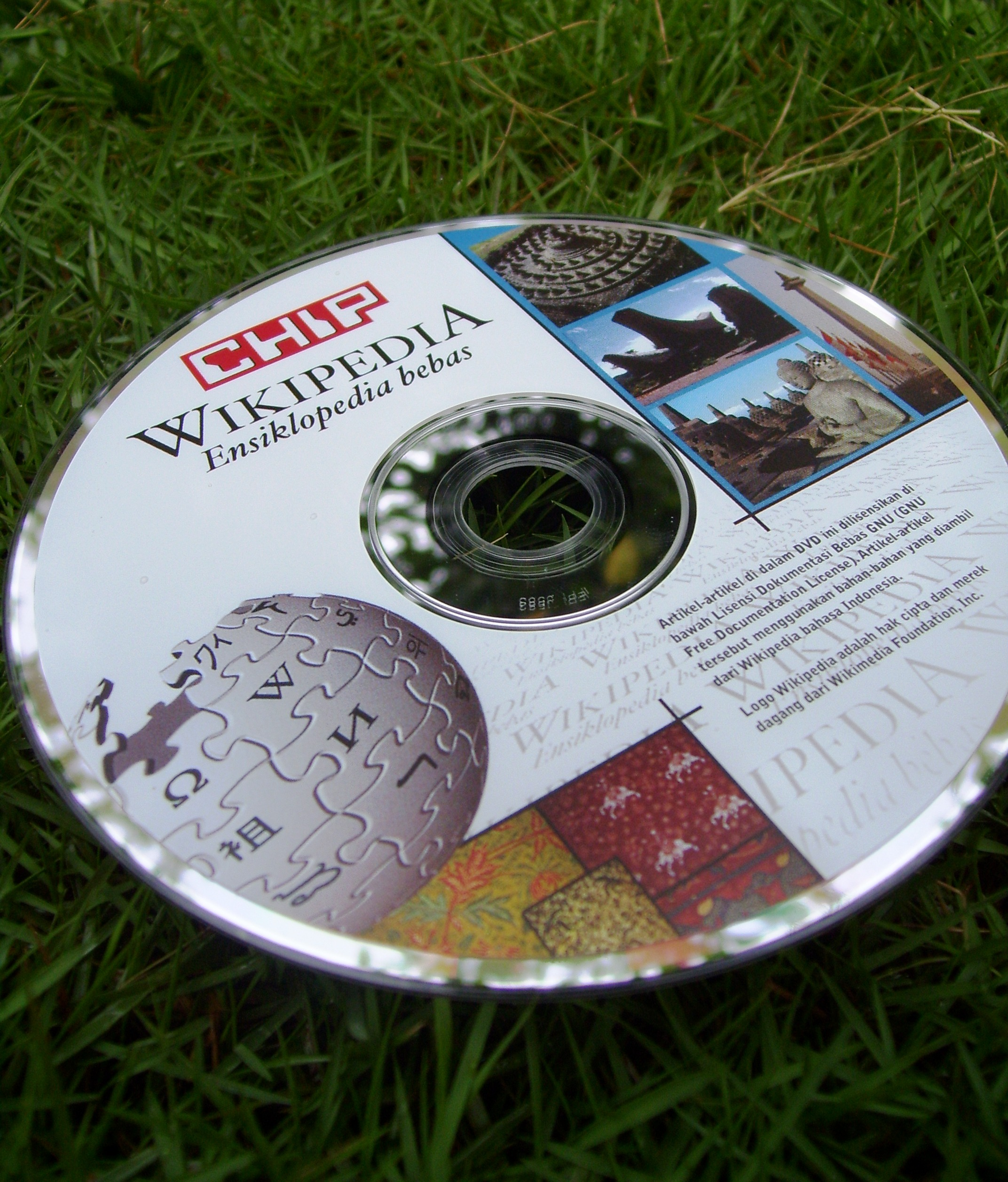
Подарочный диск с индонезийской Википедией

В августе 2008 года к 11-у номеру индонезийской версии журнала CHIP прилагался подарочный DVD, содержащий свыше 80 000 статей (без изображений). В этом номере также была опубликована трёхстраничная статья «Wikipedia: When one thousand brains are better than one» («Википедия: Когда тысяча мозгов лучше чем один») освещающая историю Википедии в целом и индонезийского раздела в частности, а также рассказ об индонезийском отделении Wikimedia, которое в то время только ещё формировалось.
Однако ещё до выпуска журналом CHIP бесплатного DVD, начиная с апреля 2008 года можно было найти в продаже по цене 20 000 рупий версию индонезийской Википедии от независимого изготовителя с необрезанными изображениями.

## История раздела

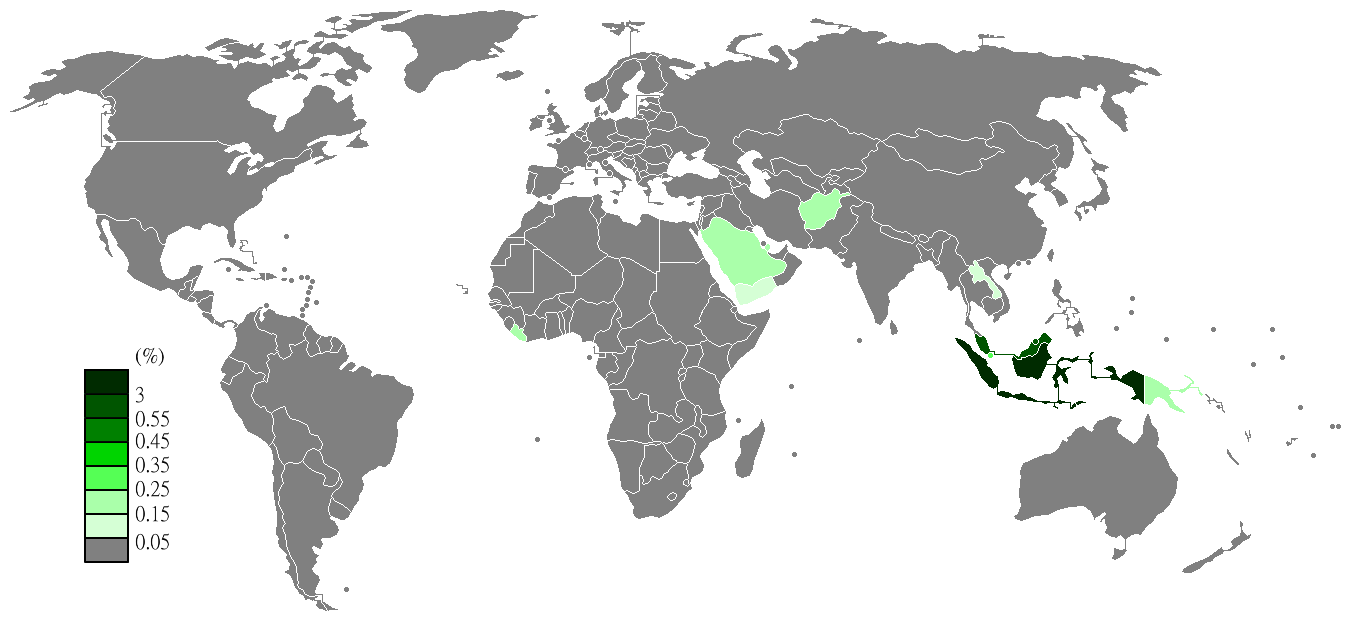
Посещаемость индонезийского раздела в % по странам в 2012 году

В 2004 году журнал Tempo поместил заметку об индонезийской Википедии, в которой один из активных участников Рево Сукатно (англ. Revo Soekatno) охарактеризовал её как «энциклопедию из общежитий», подразумевая, что энциклопедия в основном писалась индонезийцами, живущими и обучающимися за границей. Статья способствовала повышению популярности Википедии в Индонезии, и количество участников существенно увеличилось.

### Хронология
- 16 марта 2004 года — 1000 статей.
- 6 декабря 2004 года — 5 тыс. статей.
- 31 мая 2005 года — 10 тыс. статей.
- 20 мая 2006 года — 25 тыс. статей.
- 1 февраля 2007 года — 50 тыс. статей.
- 21 февраля 2009 года — 100 тыс. статей.
- 7 ноября 2011 года — индонезийский раздел опередил турецкий, имея на тот момент уже более 175 тыс. статей.
- 27 марта 2012 года — 200 тыс. статей.
- 2 октября 2013 года — 250 тыс. статей.
- 7 октября 2013 года — 300 тыс. статей.
- 2 ноября 2014 года — 350 тыс. статей.
- 27 апреля 2017 года — 400 тыс. статей.
- 15 августа 2019 года — 500 тыс. статей[10].
- 18 октября 2021 года — 600 тыс. статей.